# Alfonso Ugarte
Alfonso Ugarte Vernal (Iquique, 13 de julio de 1847 - Arica, 7 de junio de 1880) fue un empresario minero, comerciante, empresario agrario, militar voluntario peruano y héroe de la Guerra del Pacífico. Ascendió en el escalafón militar hasta el grado de coronel EP y fue jefe de la Octava División en la defensa de Arica durante dicha guerra. En la batalla de Arica, el 7 de junio de 1880, estuvo bajo el mando del coronel Francisco Bolognesi. Murió combatiendo en la batalla de Arica. Varios relatos señalan que se lanzó montado en su caballo desde la cima del morro de Arica, llevando consigo la bandera del Perú, para evitar que el enemigo la tomara como trofeo.

## Biografía
Alfonso Ugarte nació en la ciudad de Iquique, provincia de Tarapacá. Su partida de bautismo, según consta en el libro N.º siglo 26 de la parroquia de San Lorenzo de Tarapacá, está fechada el 13 de julio de 1847. Como en esta partida no se menciona el tiempo transcurrido desde su nacimiento, se supone que nació ese mismo día. Sus padres fueron ricos comerciantes tarapaqueños: Narciso Ugarte y Rosa Vernal Carpio. Estudió en su ciudad natal y en Valparaíso, donde se graduó de contador. En 1876 regresó a Iquique, donde trabajó administrando las empresas salitreras de su familia, y en el sector público llegó a ser alcalde de Iquique en 1876, miembro de la Beneficencia local y uno de los fundadores (diciembre de 1870) de la Compañía de Bomberos de Iquique, una de las más antiguas del Perú, llegando a ser tercer teniente de la misma.
Al inicio de la Guerra del Pacífico, Ugarte se encontraba en preparativos para viajar a Europa por asuntos de negocios de la firma Ugarte Zeballos y Compañía que él mismo había creado. Sin embargo, decidió quedarse en su ciudad natal para contribuir personalmente en su defensa. Organizó un batallón con su propio dinero, batallón integrado por obreros y artesanos de Iquique, al que nombró como el Batallón "Iquique N.º  1". Este batallón estaba conformado por 429 voluntarios y 36 oficiales, cuyo mando Ugarte asumió.
Participó en la batalla de Tarapacá. En ésta, tras poner en fuga a la caballería chilena con el fuego de su batallón, fue herido de bala en la cabeza. A pesar de estar herido siguió combatiendo y recorrió el campo para evitar que se cometiera el repase de los caídos. Tras la victoria se negó a ser conducido a Arequipa para su curación;  cuando contrajo el paludismo tampoco quiso pedir licencia por salud. Se replegó junto con el ejército peruano y la población tarapaqueña hacia Arica.

## Muerte en la batalla de Arica
En la plaza de Arica asumió como Comandante de la Octava División del Ejército del Sur y participó en las dos Juntas de Guerra que convocó el coronel Francisco Bolognesi, en las que se tomó el acuerdo de defender la plaza «hasta quemar el último cartucho».

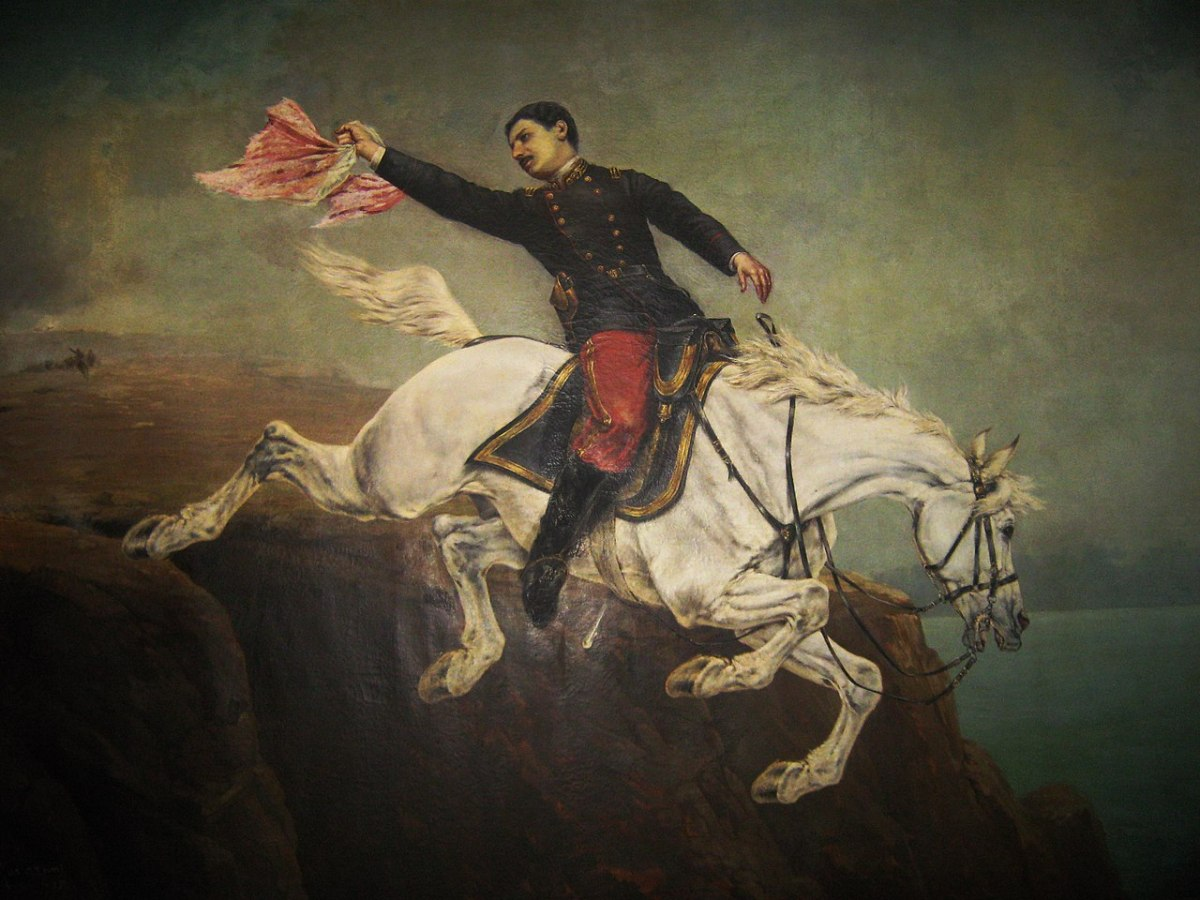
Ugarte arrojándose del Morro de Arica. Pintura realizada por Lodovico Marazzani.

Murió combatiendo en la batalla de Arica. Varios relatos señalan que se lanzó montado en su caballo desde la cima del morro de Arica, llevando consigo la bandera del Perú, para evitar que el enemigo la tomara como trofeo, muriendo estrellado entre las rocas y según los datos recopilados, Ugarte antes de lanzarse del morro de Arica, pronunció la siguiente frase: “el enemigo no tocará ni la cola de mí caballo”. Como prueba de lo temprana de esta versión, el 21 de junio de 1880, a solo 15 días de la batalla de Arica, el diario limeño La Patria describía así la muerte de Ugarte:

El último acto de la corta pero interesante carrera de Alfonso Ugarte revela cuánto era capaz esa alma verdaderamente grande. Acosado por innumerables enemigos, vencido ya en la cumbre del Morro histórico, presenciando la mutilación de los caídos, la profanación de esas reliquias sagradas del heroísmo, quiso sustraerse a las manos enemigas y clavando las espuelas en los ijares de su caballo, se lanzó al espacio desde aquella inmensa altura para caer despedazado sobre las rocas de la orilla del mar.
Diario limeño La Patria del 21 de junio de 1880.

Este testimonio debió ser transmitido por testigos oculares y se dice también que durante muchos días quedó a la vista la osamenta de un caballo desbarrancado al pie del morro. El historiador Clements R. Markham consigna también esta versión en su obra histórica sobre la Guerra del Pacífico. Sin embargo, si bien en los partes peruanos sobre la batalla de Arica se menciona a Ugarte como uno de los caídos en el morro al lado del coronel Bolognesi, en ninguno de ellos se habla de su lanzamiento al mar a caballo. No obstante, se debe tener en cuenta que por entonces no se acostumbraba en los partes a dar detalle de la forma de la muerte de un combatiente.
Un testigo del hecho fue un oficial chileno que combatió en el morro de Arica, quien, en una carta que el autor chileno Pascual Ahumada publicó en su libro Guerra del Pacífico: documentos oficiales, afirma que Alfonso Ugarte, como enemigo le pareció que huía, ya que no daba batalla y que lo vio despeñarse.

Inmediatamente que se restableció la tranquilidad, fuimos en ayuda del 4.º, que atacaba el Morro, pues en el otro fuerte el enemigo hizo muy poca resistencia y se replegó a aquél; pero en el Morro la resistencia fue floja por el desaliento que se había apoderado de nuestros enemigos, así en pocos momentos quedó en poder del 4.º es formidable obra de la naturaleza.

Ahí pereció el bravo Bolognesi, el comandante Moore, el coronel Ugarte, que al huir se despeñó. Por casualidad escapó herido el coronel argentino Sáenz Peña y el coronel La Torre.
Carta de un oficial chileno del 3.º combatiente en el morro de Arica, publicado por Pascual Ahumada.

Posteriormente el periodista chileno Benjamín Vicuña Mackenna, al describir los reductos o defensas de Lima en 1881, reconoció la muerte de Alfonso Ugarte como acaecida por despeñamiento desde la cima del morro, rectificándose de lo que había publicado en una obra anterior, esto es, que su cadáver fue arrojado al mar.

Con fecha 17 de diciembre el dictador [Piérola] había dispuesto asimismo que a la fortaleza de Miraflores mas vecina al mar se le diese el famoso nombre de Alfonso Ugarte, en memoria del bizarro mozo que, como La Rosa en Iquique, se habia despeñado al océano desde la cumbre del morro de Arica.
Periodista chileno Benjamín Vicuña Mackenna (1881).

El cadáver de Ugarte fue hallado al pie del Morro, tal como lo consignó el párroco de Arica, José Diego Chávez, en el libro de entierros, con fecha del 15 de junio de 1880, siendo colocado el cuerpo en un nicho del panteón local.

El cuerpo identificado como el del coronel Alfonso Ugarte fue traído a Lima en 1890, junto con los restos de otros combatientes caídos en la guerra. En la edición del 10 de julio de 1890 del diario limeño El Comercio, se menciona que antes de la repatriación, su cajón fue abierto en Arica y «se encontraron fracciones del cuerpo y un calcetín de hilo con la marca de su nombre». Un grupo de ilustres tarapaqueños llevaron los restos en fúnebre cortejo hasta el mausoleo del mariscal Ramón Castilla.

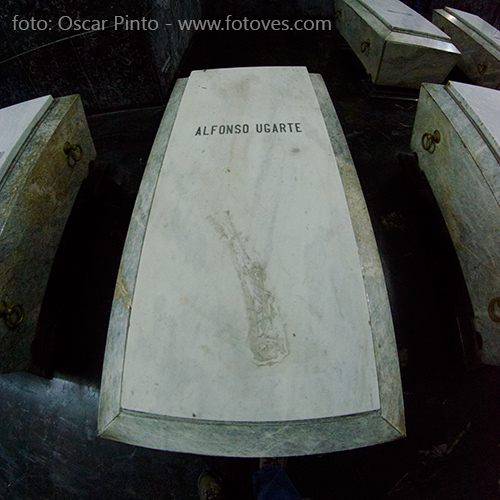
Sarcófago de Alfonso Ugarte en la Cripta de los Héroes en el Cementerio Presbítero Matías Maestro en la Ciudad de Lima.

Años más tarde, dichos restos fueron depositados en el mausoleo familiar que había construido la madre del héroe en el Cementerio de Lima. Posteriormente fue trasladado en 1980 a la Cripta de los Héroes de la Guerra de 1879, en el Cementerio Presbítero Maestro, donde reposa actualmente, en el tercer nivel, dentro de un sarcófago.
Anteriormente, e intentando dilucidar la controversia sobre el cadáver del héroe, Geraldo Arosamena Garland logró en 1979 –en su calidad de presidente del Centro de Estudios Histórico-Militares del Perú– la autorización de abrir la supuesta tumba de Alfonso Ugarte, encontrando, efectivamente, sus restos y parte de su uniforme envueltos en una bandera peruana. Estaban en buen estado, sobre todo el cráneo y la cara.[cita requerida]

## Testamento
El testamento ológrafo del coronel Ugarte fue notarialmente abierto en Arequipa el 8 de julio de 1880, dado que Iquique, ciudad donde se había suscrito, había sido ocupada por el ejército chileno durante la campaña de Tarapacá, el documento que consta de 15 páginas y contiene las últimas disposiciones patrimoniales y personales del héroe de Arica.

(pág. 1) En Iquique a los cuatro días del mes de Noviembre de 1879 yo el abajo suscrito Alfonso Ugarte hago mi primero y quizá último testamento con motivo de encontrarme de Coronel del batallón "Iquique" de la Guardia Nacional y tener que afrontar el peligro contra los ejércitos chilenos que hoy invaden el santo suelo de mi Patria y a cuya defensa voy dispuesto a perder mi vida con la fuerza de mi mando.- Declaro que soy cristiano, que profeso y creo en la Religión Católica y que vivo y muero en tal creencia...(pág. 15) Si en algo soy injusto aquí; si he olvidado algún deber, suplico a todos me perdonen, pues en los momentos en que escribo esto me encuentro apurado, con mis deberes militares y del negocio y mi ánimo completamente aniquilado al pensar en que puedo desaparecer en esta campaña y abandonar a mi madre y hermanas que necesitan de mi apoyo. Iquique, noviembre 6/1879. Fdo. Alfonso Ugarte
Testamento del coronel Alfonso Ugarte.

## Ugarte en el arte y la literatura
En plena guerra se empezó a realizar obras teatrales sobre la batalla de Arica; al respecto, se ha descubierto un afiche chileno donde se ve a Alfonso Ugarte arrojándose desde el morro de Arica en su caballo y perseguido por cinco soldados que enarbolan la bandera chilena. En la ilustración, Ugarte no tiene la bandera peruana en sus manos.
Existen dos pinturas célebres que representan al héroe portando la bandera peruana y lanzándose a caballo desde el Morro de Arica. Una es obra del pintor limeño Juan Lepiani y la otra es del artista italiano conde Lodovico Agostino Marazzani Visconti en 1905. Esta última se exhibe en el Museo Nacional de Arqueología, Antropología e Historia del Perú, ubicado en la plaza Bolívar de Pueblo Libre, Lima.
La literatura y la poesía han hecho también suya la versión popular de la muerte de Ugarte. El poeta José Santos Chocano, en su célebre “Epopeya del Morro”, versifica la muerte del héroe de la siguiente manera:

De pronto, en su corcel, entre el tumulto
 que arrolla el invasor, rápida avanza
Alfonso Ugarte: esgrime un meteoro.
Tal en las sombras del dolor oculto
brilla a veces un rayo de esperanza...

Es blanco su corcel (cascos de oro
 y pupilas de Sol). Rasga la bruma
como flecha veloz; y sobre el alta
cumbre erguido en dos pies, salpica espuma
 con relincho de horror... ¡y luego salta!

Estrellóse por fin en la ribera;
 y la ola al besarlo lastimera
lo envolvió en la mortaja de su espuma:
mientras un solo instante, uno tan solo,
detuvo su fragor la lucha fiera;
que todos, todos, con sorpresa suma,
parecían mirar entre la bruma
el rayo aún de esa veloz carrera...

Incluso un autor chileno ha novelizado el épico sacrificio del héroe:

(pág. 279, tomo 3) ... Al galope nervioso de su caballo, sereno como en unas maniobras abandonó Alfonso Ugarte el reducto protector y dio vuelta en torno, para ir hasta los artilleros y fusileros que estaban a espaldas del cuartel, sobre la arista del morro que da al mar. A una voz suya, todos los fusiles enmudecieron y los soldados, al volverse, pudieron contemplar la soberbia estampa del coronel iquiqueño, recortada en el vértice del peñón contra el telón de fondo del océano. Le vieron también cómo, con un gesto resuelto se desprendió de su capote y lo echó sobre la cabeza de su caballo. Luego, irguiéndose, sobre los estribos, gritó con toda su alma ¡Viva el Perú! y picando espuelas se lanzó al vacío.
Con un grito de estupor estrangulado en las gargantas, peruanos y chilenos, vieron al altivo jinete volar, como en un caballo alado y describiendo una impresionante parábola, ir a estrellarse contra las puntiagudas rocas asomadas en la espuma del mar que azota los pies del morro.
Jorge Inostroza C.